# Шеркальське сільське поселення
Шерка́льське сільське поселення (рос. Шеркальское сельское поселение) — сільське поселення у складі Октябрського району Ханти-Мансійського автономного округу Тюменської області Росії.
Адміністративний центр та єдиний населений пункт — село Шеркали.
Населення сільського поселення становить 849 осіб (2017; 987 у 2010, 1217 у 2002).

## Склад
До складу сільського поселення входять:
| Населений пункт  | Населення, осіб (2002) | Населення, осіб (2010) |
| ---------------- | ---------------------- | ---------------------- |
| Шеркали, село    | 1180                   | 987                    |
| Язовка, присілок | 37                     | -                      |